# Säffle
Säffle é uma cidade da Suécia, situada na província da Varmlândia, no condado da Varmlândia e na comuna de Säffle, onde é sede. Tem 8 quilômetros quadrados e segundo censo de 2018, havia 9 394 residentes. Fica a 45 quilômetros a sudeste de Carlostádio e está junto à margem do lago Vener.

## Património
- Canal de Säffle[4]